# Futebol Total
Futebol Total é um filme documentário brasileiro de 1974, produzido por Carlos Niemeyer e dirigido por Oswaldo Caldeira e Carlos Leonam. A realização do filme se dividiu em duas etapas. A primeira quando Carlos Niemeyer contratou Carlos Leonam para dirigir sua equipe do Canal 100 durante a cobertura da Copa do Mundo de 1974, disputada na Alemanha. O Canal 100 normalmente produzia um cine-jornal semanal, mas no caso tinha em vista a confecção de um filme de longa metragem. A filmagem foi realizada mas, diante da derrota da Seleção Brasileira, Carlos Niemeyer contratou então Oswaldo Caldeira para contribuir opinando sobre a melhor maneira de utilizar o material filmado. Oswaldo Caldeira escreveu e dirigiu então um roteiro cujo tema principal foi: "por que perdemos?". Foram entrevistados jogadores emblemáticos que participaram de cada Copa do Mundo disputada pelo Brasil, apontando as razões de cada derrota ao longo da história. Do conjunto dessas entrevistas editadas com o material filmado por Leonam, foram então avaliadas as razões da derrota do Brasil na Copa de 74 e nasceu Futebol Total. Apesar de ter a derrota como tema, o filme teve mais de dois milhões de espectadores.

## Depoimentos
- Preguinho
- Leônidas da Silva
- Domingos da Guia
- Zizinho
- Gérson
- Gilmar
- Zagallo
- E muitos outros

## Equipe técnica
- Produção - Carlos Niemeyer e Canal 100
- Roteiro e direção - Oswaldo Caldeira e Carlos Leonam
- Fotografia - Francisco Torturra e equipe do Canal 100.
- Montagem - Walter Roenick
- Direção de Produção - Maria do Céu
- Texto - Sérgio Noronha